# Nymphon apertum
Nymphon apertum is een zeespin uit de familie Nymphonidae. De soort behoort tot het geslacht Nymphon. Nymphon apertum werd in 2004 voor het eerst wetenschappelijk beschreven door Turpaeva. 